# 杨鑫 (1959年)
杨鑫（1959年5月—），陕西兴平人。男，汉族。1980年7月参加工作，1981年5月加入中国共产党。中共中央党校研究生学历。曾任中共新疆维吾尔自治区党委常委、自治区纪委书记。

## 简历
历任兴平县西郊高级中学教师兼团委副书记、书记，共青团咸阳地委（市）干事，共青团咸阳市委组织宣传部部长、咸阳市青年联合会常委、秘书长，中共咸阳市委政治体制改革办公室、经济体制改革办公室、换届办公室、清理办公室干事（正科），中共咸阳市委组织部干部一科干事（正科），副科长兼正科级研究员，中共乾县县委副书记，中共三原县委副书记、县长、县委书记等职。 
2006年11月，任中共延安市委常委、市纪委书记，晋升副厅（局）级。在2011年12月的中共延安市第四次党代会上当选为中共延安市委副书记。2013年12月，调任中共陕西省直机关工委副书记（正厅级）。
2014年11月，中共陕西省委决定其任中共西安市委常委，兼任市纪委书记。2017年9月，调任中央巡视组副部级巡视专员。2018年2月，中共中央纪委监察部在刊登于官网的一篇报道中首度披露杨鑫已出任中央第十四巡视组组长。
2018年8月，中共中央决定其任中共新疆维吾尔自治区党委常委、自治区纪委书记。2021年5月，改任中央巡视组组长。